# Български рок архиви
Български рок архиви е първата онлайн енциклопедия, посветена на рок музиката в България. Стартира на 2 август 2013 г. и включва над 350 групи и изпълнители от средата на 60-те години до наши дни. Статиите са сортирани по азбучен ред, година на създаване, стил, местоположение. Те включват кратка биография, дискография, композиция, видео връзки и линкове към официални сайтове и профили.
От 4 юни 2015 г. сайтът използва нова версия, вземайки пример от Encyclopaedia Metallum, с по-добри характеристики и дизайн. Към този момент включва около 900 групи и изпълнители.